# Roadster
Roadster – typ nadwozia samochodu osobowego, mający na przestrzeni dziejów motoryzacyjnych kilka znaczeń:
- W początkach XX wieku w USA (trochę później także w Europie) określał silniejsze modele samochodów, pozbawione dachu i wyposażone w tzw. siedzenie teściowej. Modele te były następcami, a niekiedy rówieśnikami runaboutów.
- Obecnie terminem tym określa się dwumiejscowe auta o sportowym charakterze, bez stałego dachu. Współczesnego roadstera poznać można po tym, że jego dach (miękki lub sztywny) przypinany jest do karoserii, a więc nie jest integralną częścią nadwozia.
- Inna definicja mówi, że samochód typu Roadster ma 3 charakterystyczne cechy:

składany dach
dwa miejsca
napęd wyłącznie na tylną oś
zatem auta ze składanym dachem i czterema siedzeniami i/lub napędem na przednią oś lub 4x4 są po prostu kabrioletami, a nie roadsterami. 
Przykładowe modele:
- Tesla Roadster
- Honda S2000
- Mazda MX-5
- BMW Z3/Z4
- Mercedes McLaren SLR Roadster
- Mercedes SLK
- Mercedes SL
- Chrysler Crossfire Roadster
- Nissan 350Z Roadster
- Opel Speedster
- Porsche Boxster
- Lamborghini Murciélago Roadster
- Leopard 6 Litre Roadster
- Caterham R500
- Lotus Seven
- Pagani Zonda Roadster